# Perchoir

Faucon sur son perchoir
(miniature indienne vers 1610 -Cleveland Museum of Art).

Un perchoir, du mot perche, est un objet, une structure ou un aménagement placé en hauteur pour que des oiseaux, des animaux volants ou grimpeurs puissent s'y tenir et autant que possible s'y comporter comme leur espèce le fait dans la nature.

## Usage
Le terme de perchoir désigne tout objet manufacturé ou utilisé par destination par des animaux (branche d'arbre, rocher, piquet, poteau, pylône, monument) afin de pouvoir observer, chasser ou simplement s'y reposer, en grande majorité des oiseaux.

### Dans la nature
Le terme est d'ailleurs souvent employé pour désigner à l'extérieur tout point élevé régulièrement occupé par des animaux, ordinairement comme observatoire : les arbres morts en comportent généralement plusieurs et peuvent être préservés pour ce rôle.

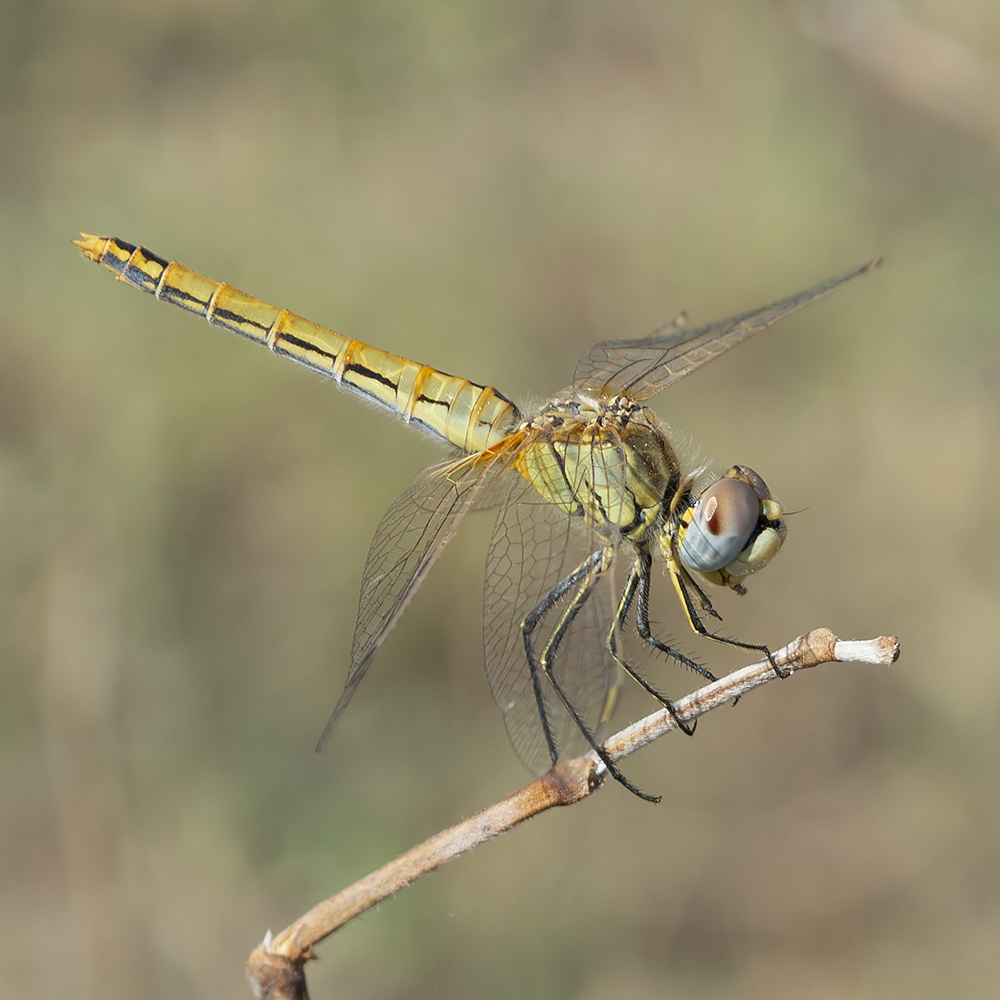
Libellule (Sympetrum fonscolombii) sur une tige servant de perchoir.

De nombreux oiseaux, à l'instar du gobemouche gris, chassent les insectes en vol depuis un perchoir dominant son territoire. Les insectes sont donc chassés à proximité immédiate des arbres, ce qui explique la nécessité d’avoir des perchoirs dégagés sur le territoire de ce type d'oiseau. Le martin-pêcheur agit de même pour capturer ses proies (alevins, tétards), la plupart des photographes réussissant très souvent à prendre de beaux clichés artistiques lors de l'observation de cet oiseau sur son perchoir, lorsqu'il est en attente de sa proie. Il est possible, pour un amateur éclairé de repérer les lieux habituels (« perchoir piquet » ou « perchoir branche »), utilisés par les oiseaux prédateurs pour repéreur leurs proies, notamment les rapaces, grâce à la présence de pelotes de rejection, visibles sur le sol, les « perchoirs piquets » (et uniquement eux) étant couverts de fientes,.
Les chauve-souris, à l'instar des oiseaux, utilisent des perchoirs naturels pour s'y reposer ou consommer leurs proies. Ces perchoirs sont généralement situés dans des cavités à l'écart de toutes menaces éventuelles, particulièrement des prédateurs.
Les primates tels que les callitrichidae (ouistiti, tamarin) sont des animaux utilisant très fréquemment des perchoirs (notamment des branches d'arbres). Les paresseux ou les koalas se suspendent également aux branches des arbres afin d'échapper à certains de leurs prédateurs.
Des insectes telles que les libellules utilisent souvent les feuilles de plantes comme perchoir, l'extrémité de ses pattes étant adaptées pour s'agripper aux tiges. Ces odonates percent d'ailleurs un trou dans ces mêmes tiges pour y déposer leurs œufs. Les chenilles du genre de papillon africain Pseudacraea (en) créent des sortes de perchoirs confectionnés à partir d'une feuille de leurs plantes hôtes.

### Dans l'aviculture
Le perchoir peut consister simplement en un morceau de bois ou de matière plastique, plus ou moins horizontal, d'une section adapté à l'espèce. Il fait partie des accessoires des cages à oiseaux, dans lesquelles il est souvent suspendu par des fils métalliques ou des cordelettes. On le retrouve également régulièrement sur les mangeoires.
Pour les éleveurs de poules, le perchoir joue un rôle très important. Les poules font partie de cette catégorie d'animaux (gallinacés) qui ne s’allongent pas pour dormir mais qui ont besoin de se percher. Le perchoir est donc un outil et un lieu de repos essentiel à leur bien-être.
Dans les volières et autres cages à nombreux occupants, les perchoirs doivent être proportionnés à leur nombre et disposés pour satisfaire les besoins des comportements sociaux et territoriaux.

Quelques illustrations de perchoirs naturels ou fabriqués
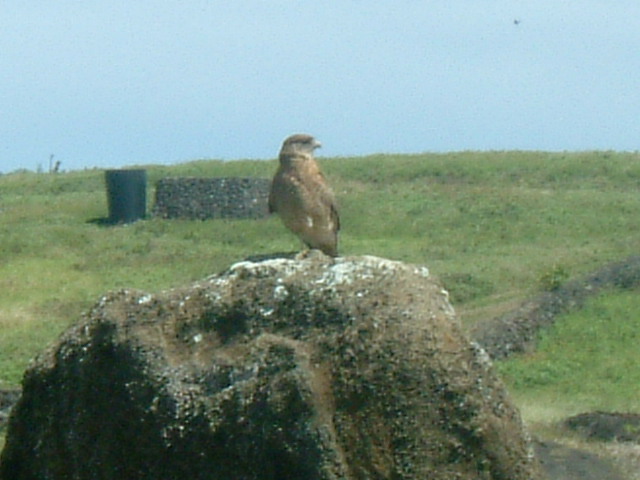
Oiseau perché au sommet d'un Moaï (gros plan).
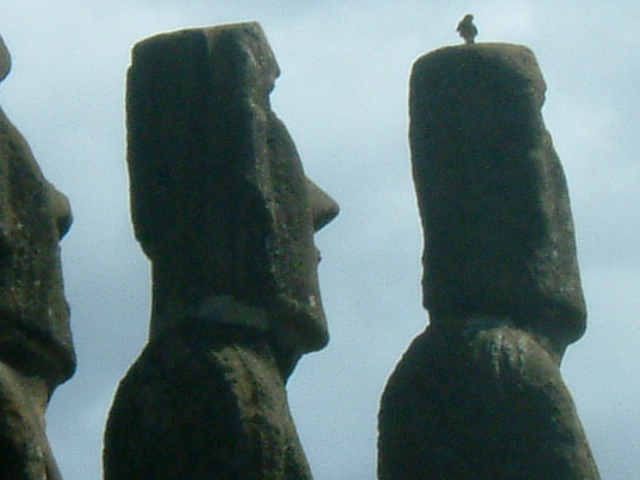
Oiseau perché au sommet d'un Moaï (plan large).
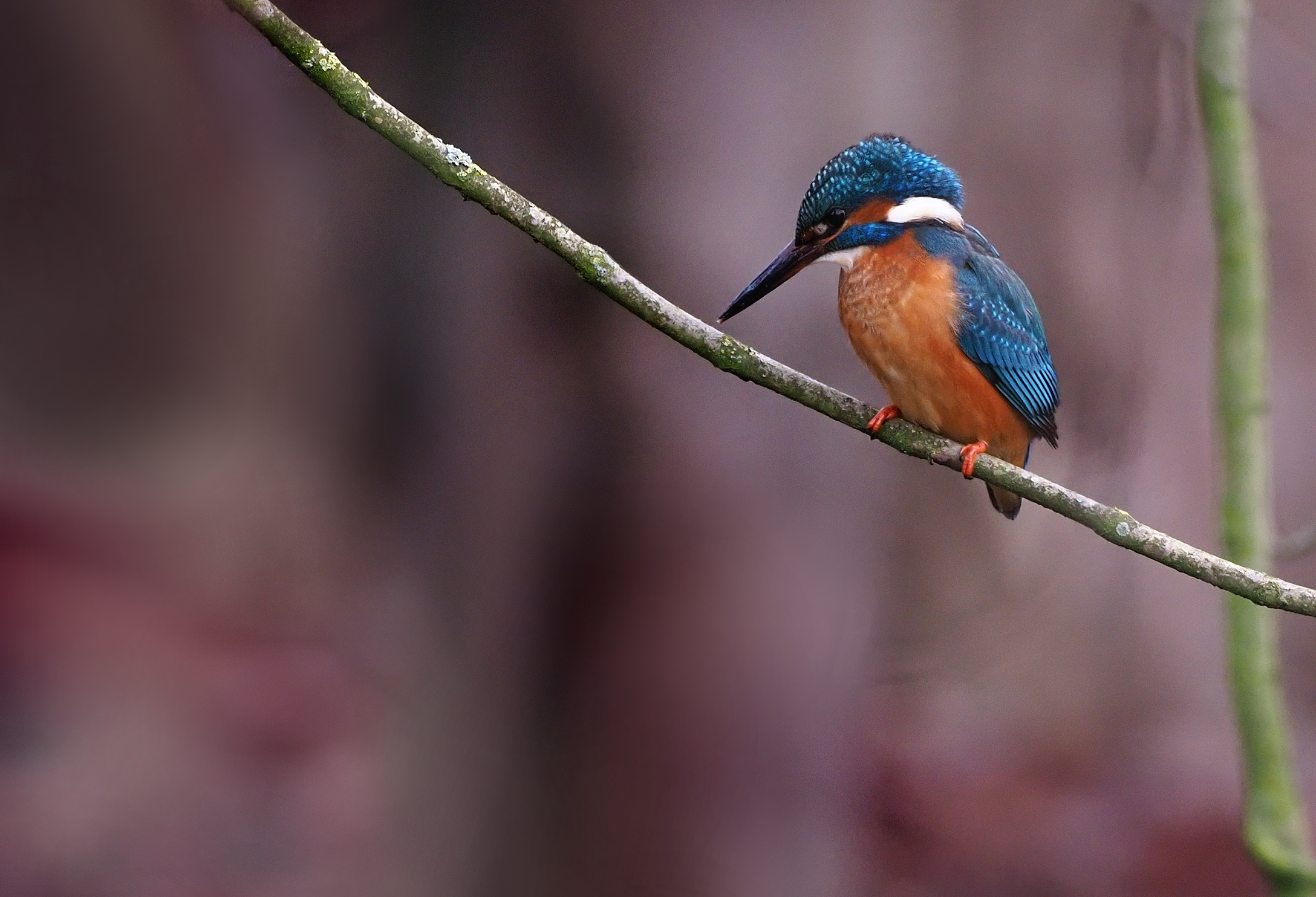
Martin-pêcheur observant sa future proie.
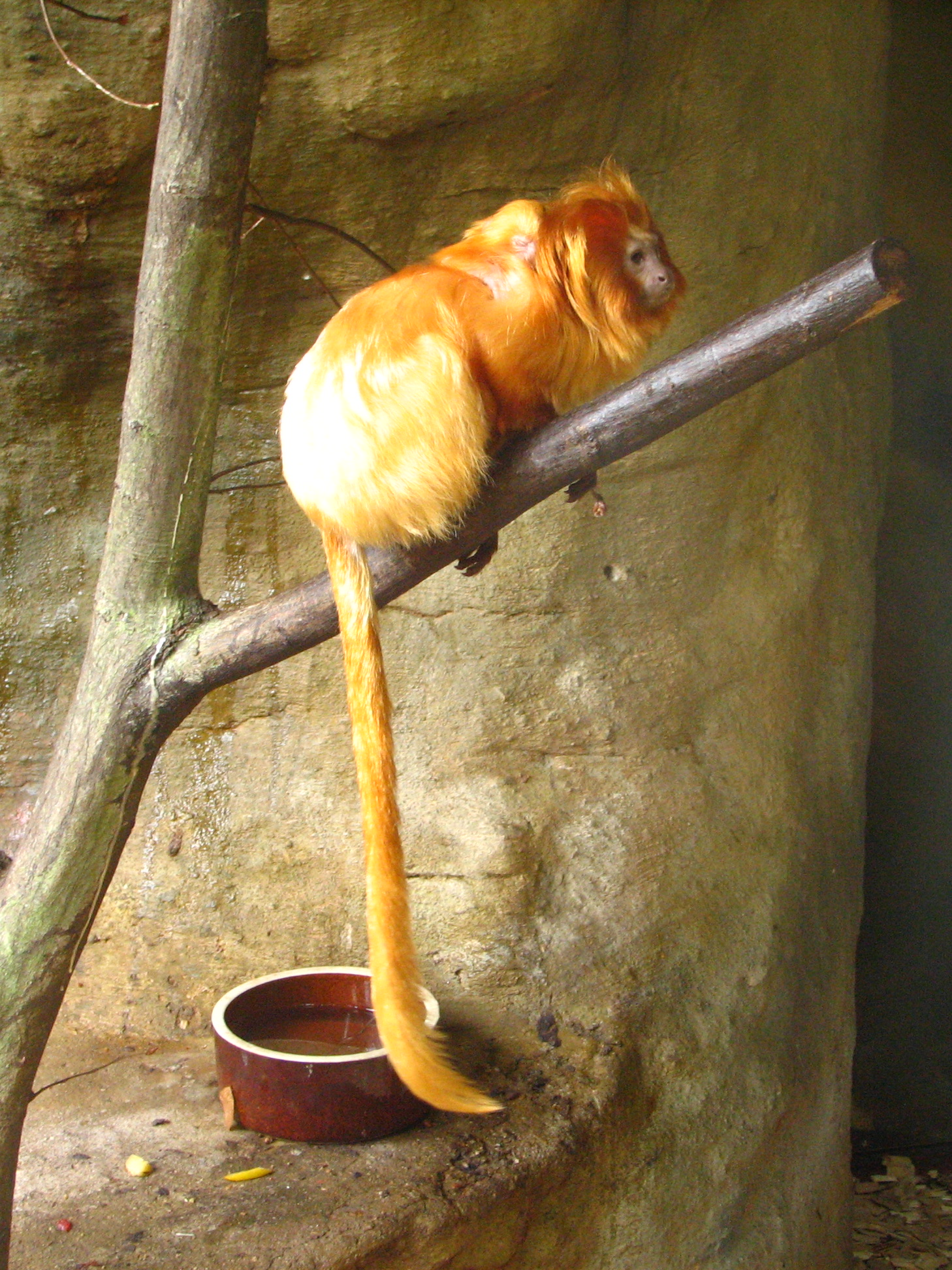
Tamarin-lion doré sur une branche.
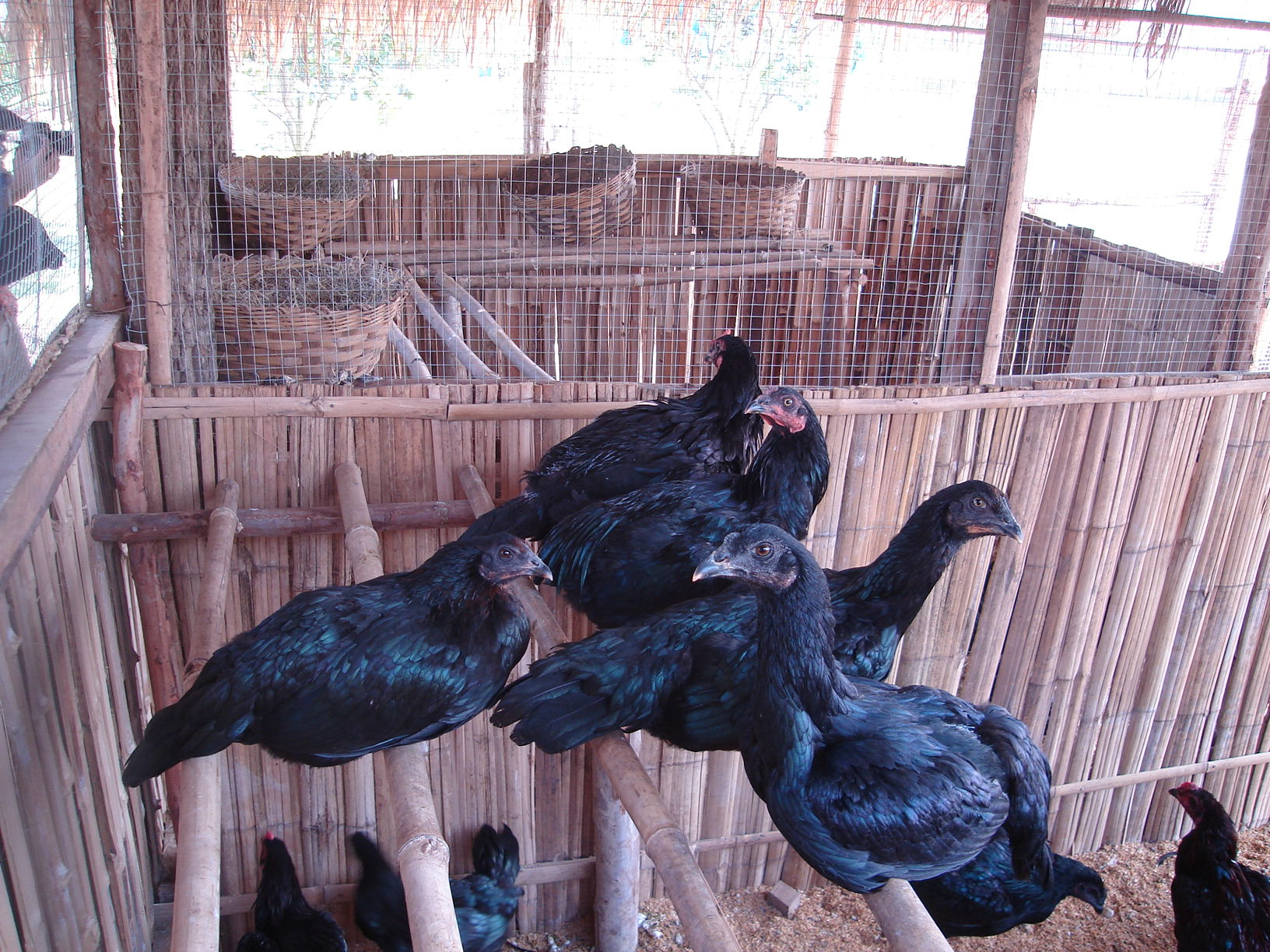
Poules perchées dans un poulailler.
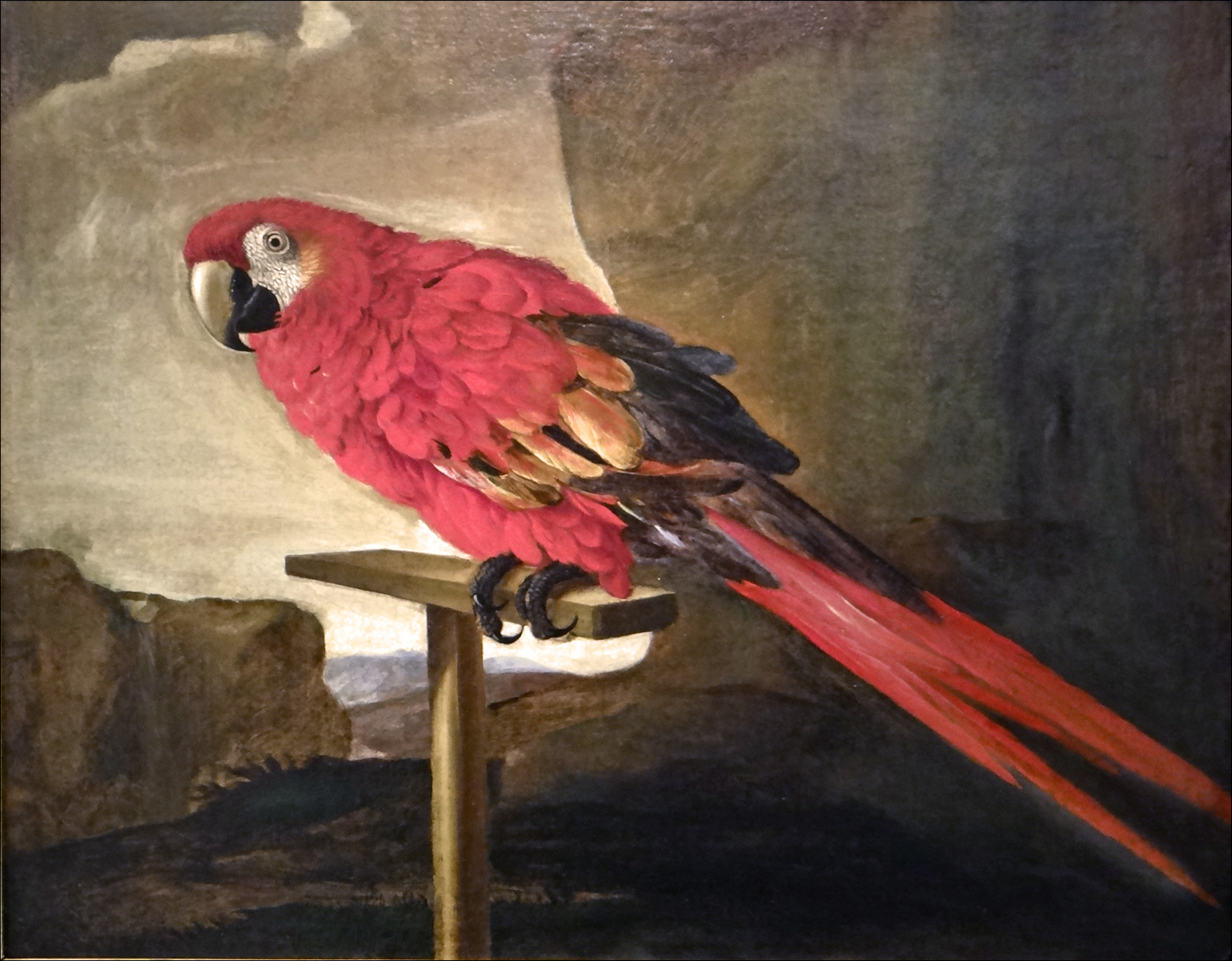
Ara sur son perchoir (peinture du XVIIe siècle).

### Dans la cynégétique
La chasse à la glu est une technique de chasse qui consiste à enduire de colle des baguettes ou des tiges. Ces planchettes, dénommées gluau, sont ensuite installées dans les branchages des arbres ou près de tout autre support servant de perchoir aux oiseaux et permettant aux chasseurs d'attraper des merles noirs et des grives qui serviront d'appelant pour attirer d'autres oiseaux qui seront tirés. Cette pratique a été condamnée par la Cour de justice de l’Union européenne.

## Autres emplois

### Dans la culture populaire

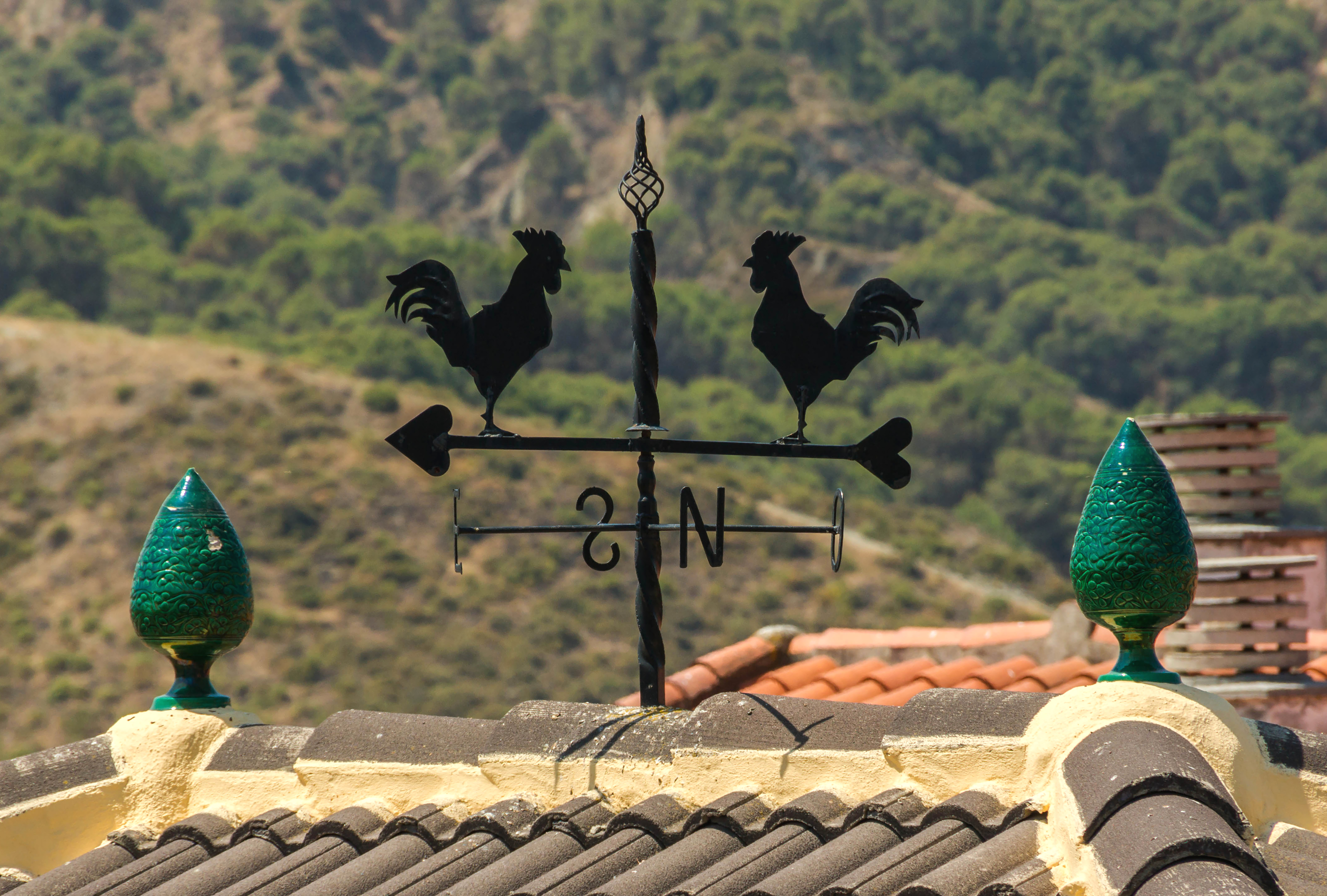
Girouette en forme de deux coqs au sommet du toit d'une maison en Espagne.

Un perchoir peut désigner, dans un usage familier, le nom donné à un endroit dominant un secteur, un espace, tel qu'un logement situé en étage élevé (quelquefois au sommet du bâtiment) dans un immeuble de grande hauteur.
Dans le christianisme, le coq, qui symbolise la lumière du jour, est très souvent installé au sommet des clochers des églises dans les pays où des personnes de confession chrétienne pratiquent leur religion (édifices catholiques, protestants et orthodoxes), le lieu étant souvent qualifié de perchoir par analogie, notamment dans les articles de presse,.
Cet animal est également représenté au sommet de simples maisons où il sert également de girouette, mais aussi de nombreux monuments aux morts en France ou en Belgique, obélisque, colonne, ou simple support de forme verticale lui servant uniquement de perchoir.

### Dans les arts
La notion de perchoir est utilisée dans de nombreux arts où il reste très souvent lié aux oiseaux :
- Au théâtre,
 le mot « perchoir » est cité dans la Tirade du nez dans le premier acte (scène IV) de la pièce Cyrano de Bergerac du dramaturge français Edmond Rostand:« Gracieux : Aimez-vous à ce point les oiseaux
Que paternellement vous vous préoccupâtes
De tendre ce perchoir à leurs petites pattes ? »

- Dans la littérature,
 Le Perchoir de Wolfert (Wolfert's Roost) est un livre écrit par Washington Irving, publié en 1855. Le Perchoir du perroquet, est un roman de Michel Rio, publié en 1983. La fable Le Corbeau et le Renard de Jean de La Fontaine (éditée en 1668) évoque un oiseau perché sur la branche d'un arbre. Dans une autre fable du même auteur, Le Milan, le Roi et le Chasseur, daté de 1694, le nez d'un roi est choisi comme perchoir par un oiseau de proie, même si ce mot n'est jamais cité dans le poème[14].
- Dans la musique,
 Le Perchoir est la neuvième chanson du duo musical Brigitte sortie dans l'album À bouche que veux-tu, distribué en novembre 2014.
- Dans la peinture,
 de nombreux tableaux représentent des oiseaux sur un perchoir (très souvent un perroquet) dont Jeune femme nourrissant un perroquet est une huile sur panneau de Frans van Mieris exécuté en 1663 et rattaché à The Leiden Collection ou Study of a Parrot, huile sur panneau de bois de 1858, signé par George Cole, sans oublier le tableau de Gustave Courbet La femme au perroquet qui représente l'oiseau quittant son perchoir pour se poser sur la main d'une femme.
La plus connue et la plus représentative de ce type d'œuvres picturales étant celle du peintre Hector Giacomelli. Le thème le plus souvent reproduit en plusieurs versions est intitulé Passereaux alignés sur une tige de bois[15] et sur lesquelles on peut admirer vingt-quatre passereaux de couleurs variées, serrés les uns contre les autres et regardant dans toutes les directions.

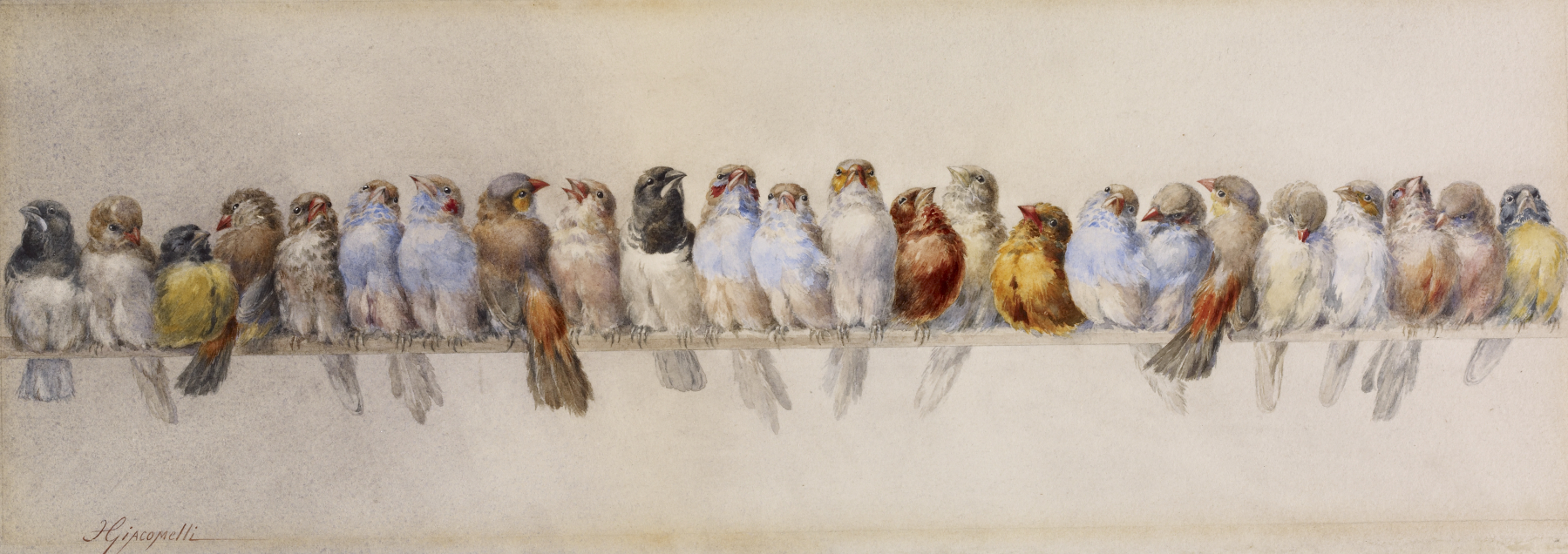
Illustration (aquarelle et crayon de bois) d'Hector Giacomelli, représentant 24 passereaux dont la pose et la couleur varient, perchés alignés sur un même perchoir (bâton de cage).

- À la télévision,
 Le Perchoir de Rockhound (Rockhound's Roost) est le titre d'un épisode de la première saison de la série télévisée américaine Isis, diffusée en 1975 et 1976 sur le réseau CBS.

### En politique

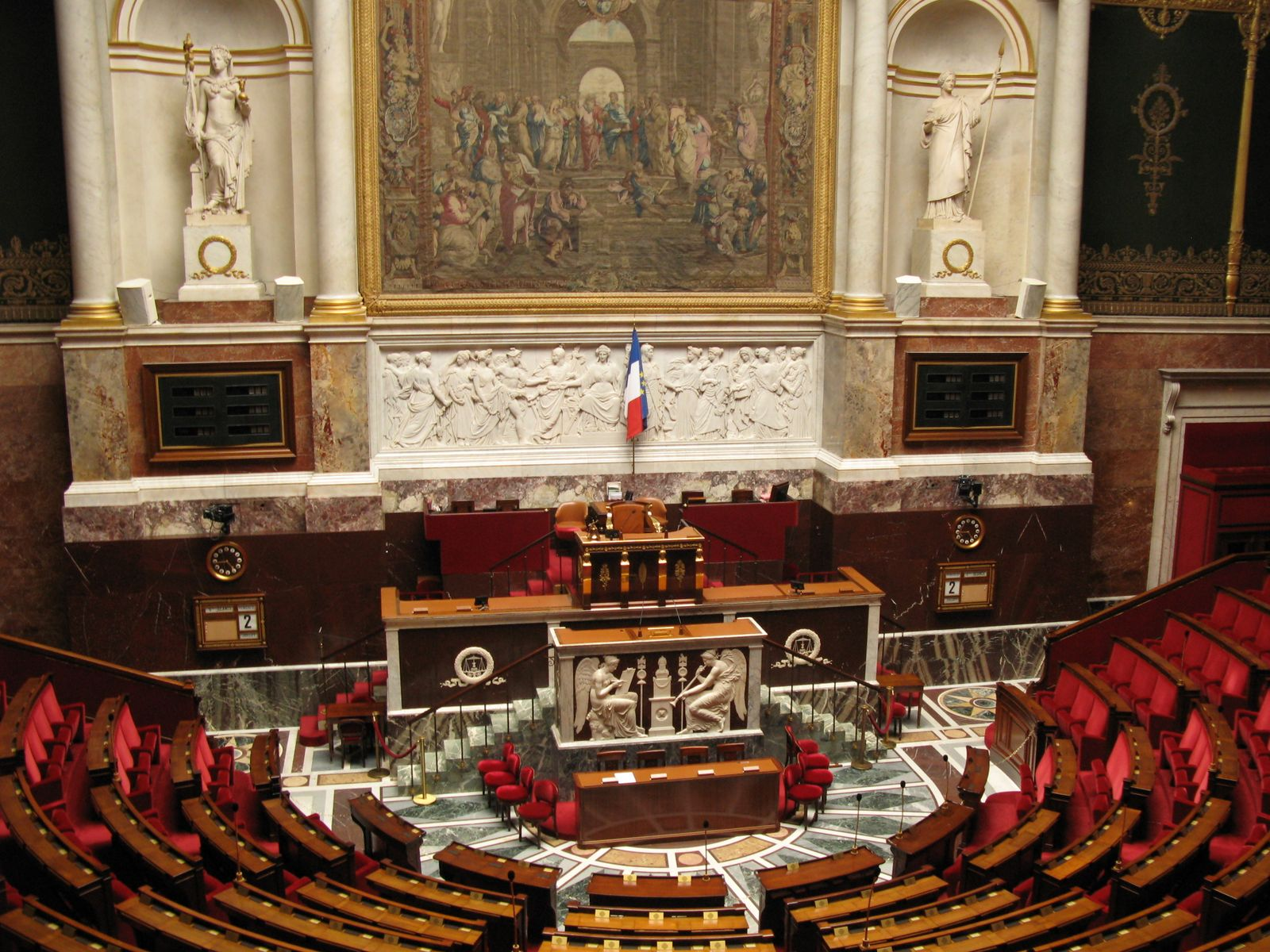
Le perchoir du président de l'Assemblée nationale française est situé au centre de la photo.

Le mot « perchoir » désigne également, par métaphore, la chaire où siège le président de l’Assemblée nationale française.
Au niveau physique, la place est considérée comme inconfortable et n'est pas plus haute que le dernier rang de l'hémicycle, cela afin de symboliser que le président « reste un député comme les autres » mais il présente l'avantage par rapport aux sièges des autres membres de cette assemblée de pivoter sur lui-même.
Ce poste dispose également d'un boîtier pour voter et d'un bouton permettant au président de couper le micro des députés si leurs interventions durent trop longtemps.

### Nom de lieux
« Le Perchoir » était le surnom du théâtre du Perchoir, une salle de spectacles parisienne qui a accueilli de nombreux chansonniers à compter de 1916, année de son ouverture avant d'être transformée en cinéma durant la Seconde Guerre mondiale.
Dans la tradition japonaise, liée au shintoïsme, torii signifie littéralement « là où sont les oiseaux », mais le mot peut également se traduire plus précisément par « perchoir à coq(s) ».
Le dolmen de Kluder-Yer, situé à Carnac dans le Morbihan, signifie « perchoir à poules », en langue bretonne.
La maison arboricole, plus communément dénommée « cabane perchée », est une maison — généralement en bois — construite au sein d'un ou de plusieurs arbres.